# David Icke

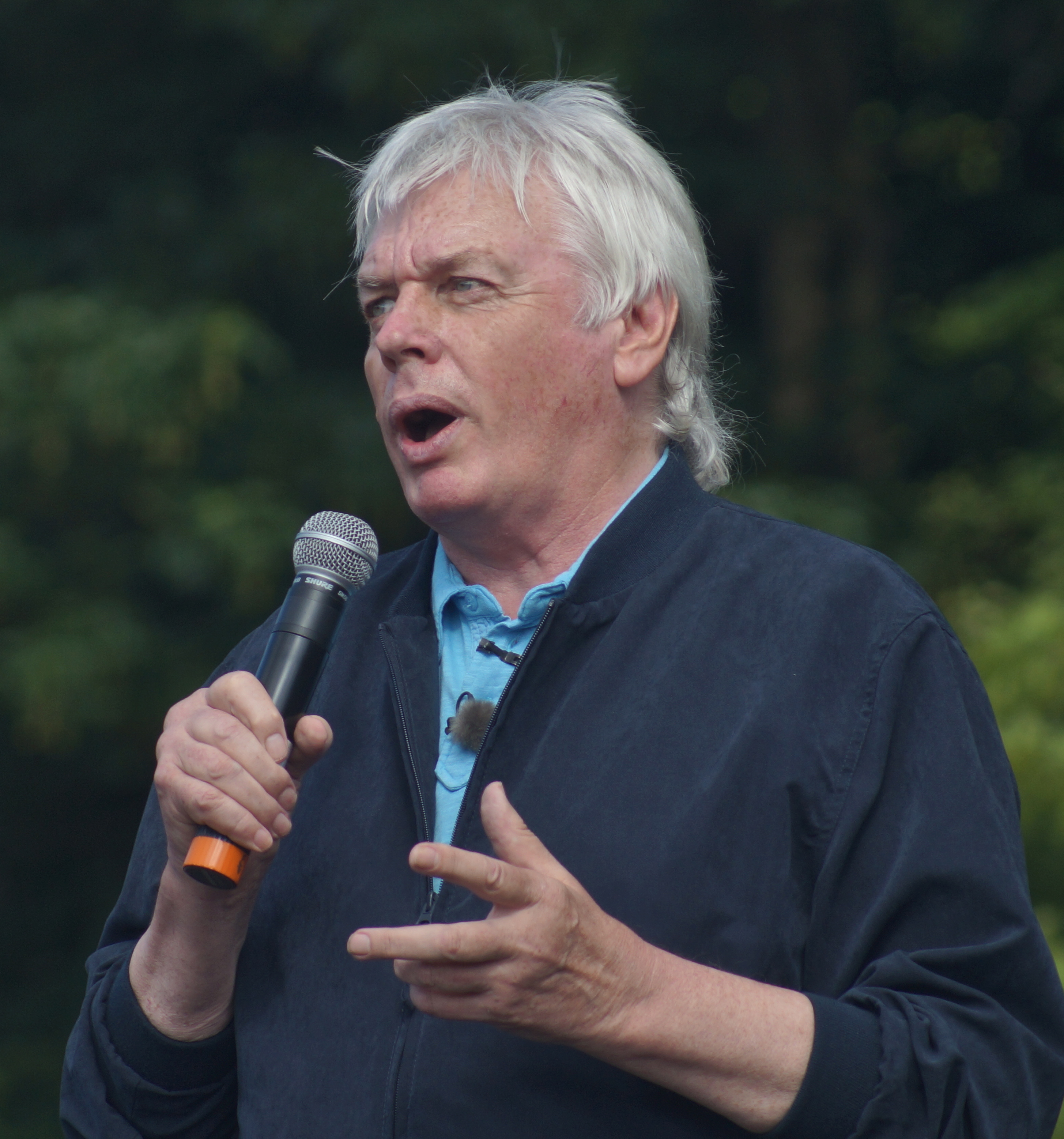
David Icke, 2013

David Vaughan Icke [ˈde̯ɪvɪd a̯ɪk] (* 29. April 1952 in Leicester) ist ein britischer Publizist und ehemaliger Fußballprofi. Seit Mitte der 1990er Jahre vertritt er als Autor und Redner rechtsesoterische und antisemitische Verschwörungstheorien.

## Leben
Icke spielte in seiner Jugend als Fußballtorwart zunächst für Coventry City und bis 1973 für den viertklassigen Profiverein Hereford United. Im Alter von 21 Jahren musste er die Fußballkarriere wegen Arthritis beenden. Kurz darauf wurde er Sportreporter für die BBC und moderierte die Sportsendung Grandstand. Nachdem er sich im Unfrieden vom Sender getrennt hatte, wurde er von 1985 bis 1990 einer von vier Parteisprechern der Green Party.
Im Jahr 1990 begab sich Icke wegen seiner Arthritis in Behandlung bei einem esoterischen Heiler, der ihn während einer therapeutischen Sitzung in Kontakt mit Geistwesen gebracht haben soll. Diese teilten Icke angeblich mit, er werde „die Erde heilen und weltberühmt sein“. Icke reiste daraufhin nach Peru, wo er nach eigenen Angaben intensive spirituelle Erfahrungen machte. Nun begann er eine neue Karriere, diesmal als Autor und Vortragsreisender zu Themen des New Age und zu Verschwörungstheorien. Icke bezeichnete sich öffentlich als „Sohn Gottes“, was ihm großen Spott in der britischen Öffentlichkeit einbrachte. Jahre später erklärte er, dass er damit seine emotional empfundene Einheit mit allem Sein, das man auch Gott nennen könne, habe ausdrücken wollen. Ende 2006 stand Icke auf Grund von Copyright-Streitigkeiten mit einem Geschäftspartner in den USA kurz vor dem Bankrott.

## Verschwörungstheorien
Icke ist einer der erfolgreichsten Verschwörungstheorie-Unternehmer. Er veröffentlichte über zwanzig Bücher zum Thema, die in zwölf verschiedene Sprachen übersetzt wurden, und hält öffentliche Vorträge, die Tausende Zuhörer anlocken. 2012 trat er beispielsweise im Londoner Wembley-Stadion auf. Icke verbindet die Thesen vieler verschiedener Autoren aus Esoterik, Ufologie und Verschwörungsliteratur zu einer „Superverschwörungstheorie“. In seinem Buch Die Rebellion der Roboter, das im englischen Original 1994 erschien, verknüpft Icke ein antielitäres, pseudo-ökologisches und spirituelles Weltbild mit einer breiten Palette rechtsextremer Verschwörungstheorien, Glaubenssätzen und paranoider Klischees der Verschwörungskulte und Ängste der amerikanischen Milizbewegung. Er vertritt die Ansicht, dass ein großer Teil der Zivilisation von einer geheimen und pyramidenartigen Organisationsstruktur namens „The Brotherhood“ kontrolliert werde, die er mit den Illuminaten identifiziert, einer in Wahrheit radikalaufklärerischen Geheimgesellschaft, die nach ihrem Verbot 1785 ihre Tätigkeit einstellte. Icke glaubt, der Orden bestehe bis heute, sein Ziel sei die Errichtung einer „neuen Weltordnung“, in der die ganze Welt versklavt werde. Dazu zitiert er zustimmend die Protokolle der Weisen von Zion, eine antisemitische Fiktion vom Beginn des 20. Jahrhunderts, die Beweise für eine jüdische Weltverschwörung liefern sollten, behauptet aber, dass es darin gar nicht um Juden gehe, sondern um die Illuminaten. Gleichwohl kündigte ihm sein Verlag wegen seiner antisemitischen Untertöne die Zusammenarbeit auf. Der Journalist Jon Ronson kritisierte nach einem Interview Ickes metaphorisches Verständnis des Wortes Jude: „Man braucht nicht mehr Jude zu sein, um jüdisch zu sein.“
In seinem 1999 erschienenen Werk The Biggest Secret und den Büchern und Vorträgen seitdem verbreitet sich Icke genauer über die Gruppe, die an der Spitze dieser Organisation stehe: Eine Minderheit mit besonderen genetischen Merkmalen, die durch Kreuzung von Menschen mit außerirdischen reptiloiden Rassen entstanden seien, wovon angeblich 1 Mos 6,4  berichte. Anknüpfend an Thesen der Prä-Astronautik nimmt er an, dass die Menschen nicht auf dem Wege der Evolution entstanden, sondern von den außerirdischen Anunnaki gentechnisch erschaffen worden seien, um für sie als Sklaven zu arbeiten. Die Anunnaki benötigten nämlich „monoatomisches“ Gold für ihre transdimensionalen Reisen. Mischlinge zwischen ihnen und den Menschen identifiziert Icke als Arier: Sie seien ursprünglich die Aufseher über die Menschheit gewesen. Da ihre Gene instabil seien, könnten ihre Körper auch eine reptiloide Form annehmen (Icke bezeichnet sie als shapeshifts, „Formwandler“). Um die menschliche Gestalt bewahren zu können, seien sie auf den Konsum von menschlichem Blut und Fleisch angewiesen, sie seien also Vampire. Dies sei das wahre Motiv des in diesen Kreisen angeblich praktizierten Satanismus. Der Großteil der europäischen Aristokratie stamme von Abstammungslinien ab, die sich bis ins Frühaltertum und insbesondere in den sumerischen Kulturkreis zurückverfolgen lasse. Die katholische Kirche sei nur eine Tarnorganisation für einen Jahrtausende alten babylonischen Kult, der Menschenopfer und Inzest umfasse. Zu den Reptiloiden zählt Icke führende Politiker und Hochadlige wie das britische Königshaus und nahezu alle Präsidenten der Vereinigten Staaten. Die Außerirdischen würden sich in Hohlräumen im Innern der Erde verborgen halten und die Menschheit durch absichtlich ausgelöste Furcht zu kontrollieren versuchen: Dies sei der Hintergrund der Mordanschläge auf John F. Kennedy und auf Prinzessin Diana. Auch würden sie den Menschen einen RFID-Chip implantieren, um sie so in einem globalen allumfassenden Überwachungsstaat besser kontrollieren und durch eine zentralistische Weltregierung beherrschen zu können; außerdem wollten sie das Bargeld abschaffen, sodass jeder mit seinem implantierten Chip zahlen müsse. Diese Vorstellung geht auf die im evangelikalen Dispensationalismus verbreitete Deutung des Malzeichen des Tieres (Offb 13,17 ) zurück. Die Terroranschläge am 11. September 2001 erklärte Icke als Versuch der Illuminaten, die „neue Weltordnung“ zu erzwingen: Ein interdimensionales Wesen habe ihm gechannelt, dass Präsident George W. Bush und Premierminister Tony Blair schon vor den Anschlägen Bescheid gewusst hätten; er sagte voraus, dass sich in nächster Zeit zahlreiche Prominente Schönheitsoperationen unterzögen, die in Wirklichkeit der Gedankenkontrolle dienten; Ziel sei es, diese „genetisch manipulierten […] Zombies“ zu benutzen, um die Akzeptanz der neuen Herrschaft bei den Massen zu erhöhen.
Seit 2003 vertritt Icke auch die These, die Aschkenasim, welche die übergroße Mehrzahl der Juden ausmachen, würden nicht wie die Sepharden von den Israeliten der Antike abstammen, sondern von den Chasaren, einem Turkvolk, das im Mittelalter an der Nordküste des Schwarzen Meeres siedelte. Diese Hypothese, die eine Unterscheidung zwischen „guten“ und „bösen“ Juden ermöglicht, ist in antisemitischen und rechtsradikalen Kreisen verbreitet.
Um der totalitären Versklavung zu entkommen, müsse die Menschheit ein Bewusstsein umfassender Liebe entwickeln, das selbst die reptiloiden Außerirdischen umfasse: „Wir sind die Reptilien und die ‚Dämonen‘, und wir sind gleichzeitig die, die sie manipulieren, denn wir sind alle dasselbe ‚Ich‘“. Die Befreiung liege darin, dass man lerne, auch die verdrängten Teile des eigenen Selbst zu akzeptieren und zu lieben.
Im April 2020 verbreitete er im Zuge der COVID-19-Pandemie in einem Interview mit dem Fernsehsender London Live die Behauptung, dass die Pandemie nur ein Vorwand sei, mit dem eine „globale Weltordnung“ errichtet werden solle. Dahinter stehe die Absicht, die Wirtschaft zu zerstören, Bargeldgebrauch zu verbieten und jeden Menschen verfolgen zu können. Belege für diese Behauptungen nannte Icke keine. Die britische Medienbehörde Office of Communications erlegte dem Sender für die Ausstrahlung eine Strafe auf, weil Ickes Aussagen das Potenzial hätten, den „Zuschauern in London in hohem Maße zu schaden“.

## Rezeption

### Kommerzieller Erfolg
Während anfangs seine Bücher und Reden kaum Beachtung fanden, füllte Icke etwa ab der Jahrtausendwende auch Säle mit mehreren hundert Zuschauern. Im Mai 2006 war sein siebenstündiger Vortrag „Freedom Or Fascism: The Time To Choose“ in Londons Brixton Academy, die knapp 5000 Zuschauer fasst, im Vorfeld ausverkauft. Auch seine Bücher gehören seit ca. 2000 zu den populärsten des Genres. Mit zunehmender Bekanntheit wuchs die Zahl der Menschen, die mit seiner Hilfe Informationen veröffentlichen. So zeigt er in seinen Vorträgen und Filmen selbstaufgenommene Interviews mit Vusamazulu Credo Mutwa, Arizona Wilder oder Cathy O’Brien. Ickes Bücher wurden ins Französische und ins Deutsche übersetzt und erlebten mehrere Auflagen, seine Website wird angeblich 600.000 Mal pro Woche angeklickt.

### Einordnung
David Icke wird zumeist in den Zusammenhang der rechtsextremen Esoterik eingeordnet. Die österreichischen Journalisten Eduard Gugenberger, Franko Petri und Roman Schweidlenka führen ihn 1998 in ihrem Buch Weltverschwörungstheorien. Die neue Gefahr von Rechts als „Paradebeispiel“ für dieses Denken an, das Elemente des New Age, des Glaubens an das Übersinnliche und an UFOs mit klassischen Versatzstücken des Rechtsextremismus wie Judenfeindschaft und Verschwörungstheorie verknüpft. Nach dem Journalisten Chip Berlet bringt Icke rechten Antisemitismus in linke und alternative Subkulturen. Die Anti-Defamation League bezeichnete ihn wegen seiner Zustimmung zu Verschwörungstheorien zum 11. September 2001 als anarchistischen bzw. linksgerichteten Antisemiten. Nachforschungen der Journalisten Matthew Kalmans und John Murray vom Open-Eye-Magazin fanden Indizien für eine Instrumentalisierung des leichtgläubigen Icke durch rechtsradikale und Neonazi-Gruppen, die im Rahmen einer Infiltrationsstrategie versuchen würden, auf diesem Wege ihre Weltanschauung im grünen und New-Age-Milieu zu verbreiten. Das New-Age-Magazin Rainbow Ark kooperiert eng mit Icke. Es besitzt eine große Zahl rechtsextremer Kontakte und Unterstützer, druckt Ickes Verschwörungstheorien auszugsweise ab und organisiert seine Vorträge und Meetings.
Die amerikanischen Philosophen Tyson Lewis und Richard Kahn halten es für möglich, dass Icke nicht an seine eigenen Verschwörungstheorien glaube. Sie könnten daher gelesen werden als Satire im Sinne Jonathan Swifts, als postmoderne Meta-Erzählung, die einen narrativen Rahmen zur Kritik des Bestehenden zur Verfügung stelle. Dieser „utopische Impuls“ müsse allerdings erst ausgegraben werden unter all dem reaktionären Bodensatz seiner Phantasien über formwandelnde Reptiloide, denn tatsächlich müsse George W. Bush etwa für seinen Militarismus kritisiert werden, nicht dafür, dass er angeblich gar kein Mensch wäre.
Der amerikanische Politikwissenschaftler Michael Barkun verweist auf Ickes Herkunft aus der politischen Linken und auf die Inkompatibilität seiner New-Age-Spekulationen über transdimensionale Reisen mit den Überzeugungen des amerikanischen Rechtsextremismus; zudem bestreite Icke, Antisemit zu sein. Die Vorwürfe der Anti-Defamation League werte er aber als Bestätigung, auf dem richtigen Weg zu sein, da er sie als Werkzeug der Verschwörer ansehe, mit dem zum Schweigen gebracht werden solle, wer der Wahrheit zu nahe komme. Auch habe er sich immer auch auf rechtsextreme Quellen gestützt wie Milton William Cooper und andere Quellen aus der amerikanischen Milizbewegung oder auf die Zeitschrift The Spotlight. Zudem scheue er sich nicht, mit Vertretern der amerikanischen Waffenlobby und Antisemiten auf einer Tagung aufzutreten, wie 1996 in Reno (Nevada). Zusammenfassend ordnet Barkun Icke in den „improvisationalen Millenarismus“ ein. Dieser zeichne sich durch Endzeitszenarios, eklektizistische Quellenauswahl aus religiösen, säkularen und sogar fiktionalen Texten sowie eine Neigung zu „stigmatisiertem Wissen“ aus: Die bloße Tatsache, dass eine Information allgemein als abwegig angesehen werde, wird dabei als Argument dafür genommen, dass sie wahr sein müsse – warum würden sich die Verschwörer sonst solche Mühe geben, sie als abwegig hinzustellen?
Der niederländische Medienwissenschaftler Stef Auper führt Icke an als Beispiel für die Verwandtschaft von moderner Esoterik und Verschwörungstheorien: Beide seien Reaktionen auf die Moderne, in der das Wissen immer größer werde, Sinnfragen aber unbeantwortet blieben. Wenn Icke betone, dass alles miteinander verbunden sei, könne das entweder im Sinne eines esoterischen Holismus verstanden werden oder in dem verschwörungstheoretischen Sinne, dass die gesellschaftlichen Eliten gefährliche Geheimallianzen bilden würden. Beides befriedige den „unbarmherzigen ‚Willen zu glauben‘“ (Akte X) in einer entzauberten Welt.
Die Politikwissenschaftlerin Ulrike Heß-Meining argumentiert, dass Icke klar in den Rechtsextremismus eingeordnet werden müsse. Dabei verweist sie neben seiner Verwendung der Protokolle der Weisen von Zion auf seine Argumentation, wonach das Bankhaus Rothschild (das nach Icke gar nicht jüdisch sei, sondern außerirdisch-reptiloid: „eine der berüchtigtsten schwarz-okkulten Blutlinien des mittelalterlichen Deutschland“) Adolf Hitler an die Macht gebracht hätte und somit für den Holocaust verantwortlich sei. Zwar glaube niemand, was Icke behaupte, doch bestehe die Gefahr, dass er durch das Internet rechtsextreme Ideologeme popularisiere.

## Publikationen
- Bruderschaft des Bösen, Kubiak-Verlag, Recklinghausen 1994, ISBN 978-3-9804767-2-0
- Das größte Geheimnis – Teil 1. Mosquito-Verlag, Potsdam 2004, ISBN 3-928963-09-0
- Das größte Geheimnis – Teil 2, Mosquito-Verlag, Potsdam 2005, ISBN 3-928963-10-4
- Alice im Wunderland und das World Trade Center Desaster : warum die offizielle Geschichte des 11. September eine monumentale Lüge ist. Mosquito-Verlag, Potsdam 2005, ISBN 978-3-928963-11-4
- Unendliche Liebe ist die einzige Wahrheit – Alles andere ist Illusion, Mosquito-Verlag, Potsdam 2006, ISBN 978-3-928963-12-1
- … und die Wahrheit wird euch frei machen, Teil 1: aktualisierte Ausgabe für das 21. Jahrhundert ; [das unglaubliche Exposé einer verdeckten Tagesordnung hinter der globalen Politik] Mosquito-Verlag, Potsdam 2007, ISBN 978-3-928963-13-8
- … und die Wahrheit wird euch frei machen, Teil 2: aktualisierte Ausgabe für das 21. Jahrhundert ; [das unglaubliche Exposé einer verdeckten Tagesordnung hinter der globalen Politik] Mosquito-Verlag, Potsdam 2007, ISBN 978-3-928963-16-9
- Das Größte Geheimnis: Dieses Buch verändert die Welt. 2009, ISBN 978-3-928963-17-6
- Der Löwe erwacht: Jetzt wird die Menschheit endlich frei. Mosquito-Verlag, Immenstadt 2011, ISBN 978-3-928963-45-9
- Die Wahrnehmungsfalle, Teil 1: Oder … alles nur Mumpitz – ja, alles ; die umfassendste Bloßstellung der "Welt", die jemals verfasst wurde. Mosquito-Verlag, Immenstadt 2015, ISBN 978-3-943238-40-2 (Print), ISBN 978-3-943238-39-6 (E-Book)
- Die Wahrnehmungsfalle, Teil 2: Oder … alles nur Mumpitz – ja, alles ; die umfassendste Bloßstellung der "Welt", die jemals verfasst wurde. Mosquito-Verlag, Immenstadt 2016, ISBN 978-3-943238-42-6
- Das Ich-Phantom: … und der Weg zum wahren Selbst. Mosquito-Verlag, Immenstadt 2018, ISBN 978-3-943238-54-9
- Die Antwort. Mosquito-Verlag, Immenstadt 2022, ISBN 978-3-943238-64-8.

## Vorträge
Icke hat im Laufe der Zeit einige Vorträge gehalten, die zum Teil kostenlos im Internet zu finden sind. Andere sind als DVD erhältlich.
- Speaking Out: Who Really Controls the World and What We Can Do About It
- Turning of the Tide (1996)
- The Reptilian Agenda (1999) (DVD)
- Revelations of a Mother Goddess
- The Freedom Road (2003)
- Secrets of the Matrix, Parts 1–3 (2003) (DVD)
- David Icke, Live in Vancouver: From Prison to Paradise (2005) (DVD)
- Freedom or Fascism: The Time to Choose (2006) (DVD)
- David Icke: Big Brother, the Big Picture, (2008) umsonst verfügbares Internet Video
- Beyond The Cutting Edge (2008) (DVD)
- David Icke Live at the Oxford Union Debating Society
- Secret Space
- Secret Space 2
- Human Race, Get Off Your Knees!, Zürich 2009, Vortrag mit deutschem Voice Over (2010) (nexworld.TV 3er-DVD-Edition)